# 我が家の楽園

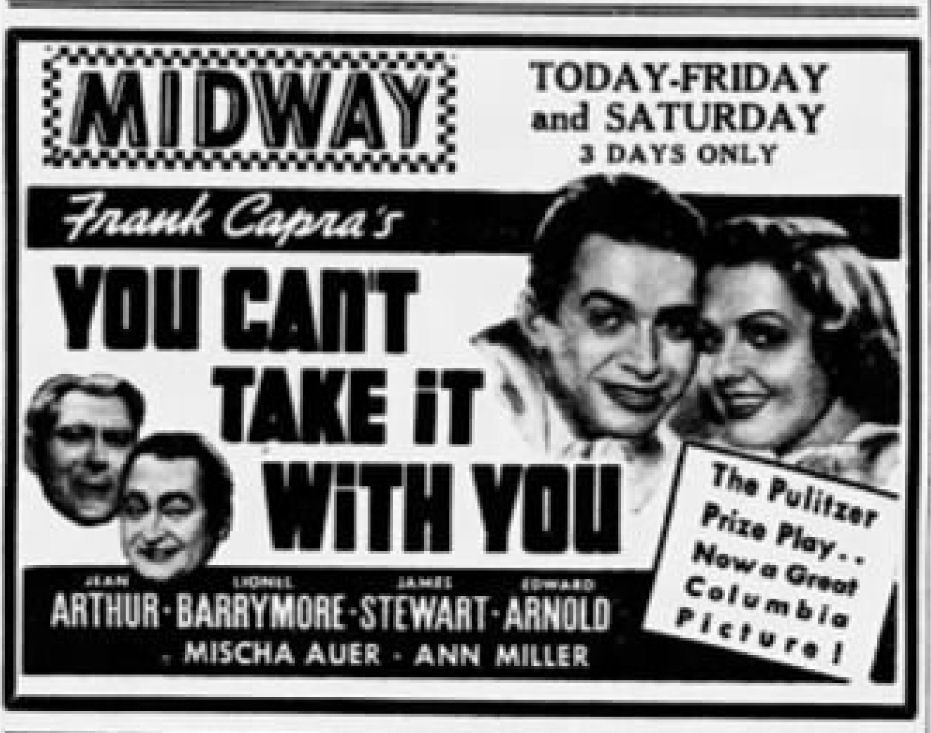
新聞広告

『我が家の楽園』（わがやのらくえん、You Can't Take It With You）は、1938年のアメリカ映画。コロンビア ピクチャーズ製作。第11回（1938年）アカデミー賞の作品賞、監督賞（フランク・キャプラ）を受賞した。

## 略歴・概要
この作品の原作はジョージ・S・カウフマン、モス・ハートのコンビが書いたピュリッツァー賞受賞の戯曲を、キャプラの良き相棒ロバート・リスキンが脚色し、キャプラのキャスティングの見事さと語り口の巧さによって映像化したものである。
ハリウッドの人気スター、ジーン・アーサー、ジェームズ・スチュワートと舞台出身のベテラン俳優ライオネル・バリモアとエドワード・アーノルド、それに達者な脇役のコメディアンたちを適材適所で演出し、観客を笑わせてくれる。キャプラお得意の人間味あふれるコメディの1本である。
当時MGM専属で凡庸な二枚目だったスチュワートの起用はキャプラの次作『スミス都へ行く』の成功へ繋がることとなる。スチュワートは第一回東京国際映画祭『グレン・ミラー物語』特別上映の舞台挨拶において「私の大好きな監督はフランク・キャプラとアルフレッド・ヒッチコックです」と語っている。

## ストーリー

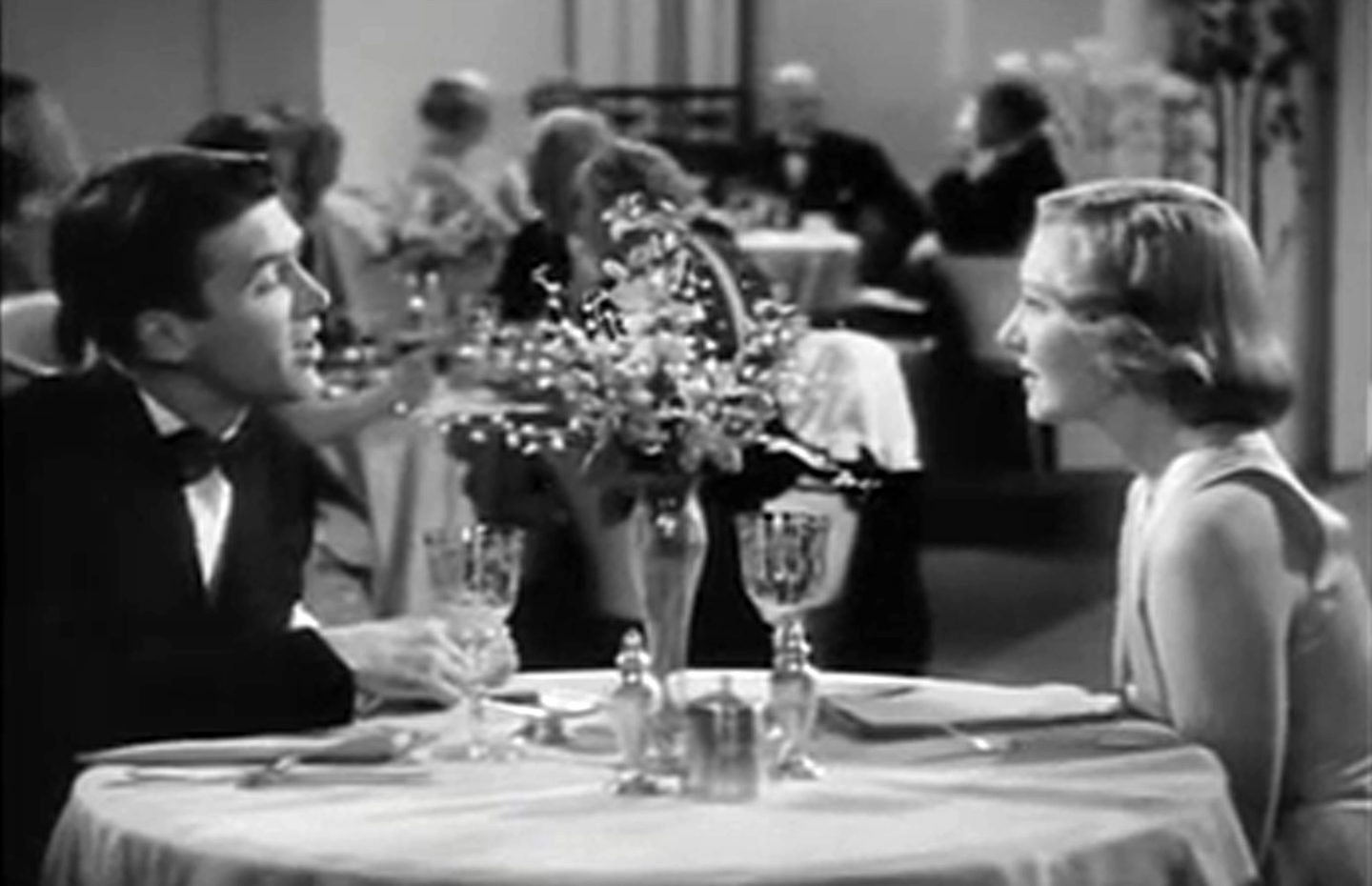
ジェームズ・スチュワートとジーン・アーサー

軍需工場の経営者カービーは、敷地を拡張するために住民を立ち退かせようとするが、ヴァンダーホフ老人の抵抗に遭う。副社長をしている実直な息子トニーの秘書アリスがヴァンダーホフ老人の娘だったこともあり、トニーを説得に行かせる。
当初、トニーはアリスに夢中だったため、仕事のことなど興味はなかったが、彼女の一家に会い衝撃を受ける。
もともと老人は自由に生きるのが人間の本来の価値だと悟り会社をやめたという人物であり、アリスの姉であるエシーはお菓子の工場に勤めながらレスラーあがりの変なロシア人にバレエを習っていた。また、エシーの夫は印刷とお菓子の販売が本業なのだが、シロフォンの演奏に熱を上げており、アリスの母親は劇作家気取りでタイプライターを叩いていた。おまけに家には玩具や花火をつくっている連中も同居しており、アリスが一家で唯一まともな人物だった。
トニーはすっかりこの一家のペースにのせられてしまい、愛するアリスと一緒に一家の一員になりかけてしまう。息子の愛する女性の暮らし向きが気になったカービーは、ヴァンダーホフ家を訪ねて、あまりのことにビックリ仰天。この時、エシーの夫が印刷したお菓子の包み紙に、不穏な文句が記されていた、というので刑事がやってくる。そこへ地下で花火が爆発、消防車まで出動してしまう。この大騒ぎで裁判沙汰になるが、友人たちが金を集めて罰金を払い、一家を救う。
ヴァンダーホフ老人の「いくら金を儲けても、あの世までには持って行けない」という説明に納得したカービーは土地買収を中止する。トニーとアリスも結ばれ、両家の一族は仲良く手をつないで踊り回る。

## キャスト
| 役名                     | 俳優                     | 日本語吹き替え | 日本語吹き替え |
| 役名                     | 俳優                     | テレビ版       | PDDVD版        |
| ------------------------ | ------------------------ | -------------- | -------------- |
| トニー・カービー         | ジェームズ・スチュワート | 堀勝之祐       | 鈴木貴征       |
| アンソニー・カービー     | エドワード・アーノルド   |                | 小高三良       |
| エシー                   | アン・ミラー             |                | 小林美穂       |
| マーティン・バンダーホフ | ライオネル・バリモア     | 千葉順二       | 村松康雄       |
| アリス                   | ジーン・アーサー         | 此島愛子       | 渡邉絵理       |
| 変なロシア人             | ミッシャ・オウア         |                |                |
| アリスの母               | スプリング・バイントン   |                |                |

## 註
1. ↑  「わが家の楽園」と表記している資料もある[要出典]。